# Трембовля (Манітоба)
Трембовля — село у Канаді, засноване українськими колоністами з Галичини. Одне з перших українських поселень у Манітобі (також є інформація, що перше в Північній Америці). Засноване 1896 року.
15 українських сімей (всього 78 осіб) під керівництвом Василя Ксьонжика стали першими жителями цього села. Вони походили з Теребовлянського (Трембовельського), Борщівського, Чортківського та Бучацького повітів. Проте найбільше колонів було з Теребовлянщини, тому колонію і назвали Трембовля (за тодішньою назвою міста).
Село було засноване на північний схід від Вінніпега, в районі озера Дофін. В той же час поблизу було засноване місто Дофін (статус міста з 1901 року), в якому зараз живуть багато нащадків українських поселенців.
Від назви села отримали свою назву місцева церковна парафія та округ школи «Trembowla School No. 1040».
Весною 1897 року священик Нестор Дмитрів (перший в Канаді український священик) провів у селі першу в Канаді літургію УГКЦ. На честь цієї події колоністи звели великий пам'ятний хрест. Він отримав назву «Хрест свободи», що означало свободу на новій землі.
Зараз на місці села існує музей «Хрест Свободи» (Trembowla Cross of Freedom). 1967 року до музею була перенесена церква Святого Михаїла з Вовківець. Це перша і найстарша українська греко-католицька церква у Канаді. Її було освячено 1902 року, а будівництво розпочалося ще 1897 р.. Ця церква має невеликі розміри — 4 на 5 метрів. Збудована з дерева. Всередині прикрашена у візантійському стилі (з іконами та прикрасами). Для збереження її 2 рази переміщували, поки вона не знайшла своє місце в музеї. Також музей дає можливість познайомитися з українською кухнею. Зокрема збережена глиняна піч.
Також в Трембовлі є пам'ятник Нестору Дмитріву.
Поблизу Трембовлі розташовані інші населені пункти, засновані українцями: Галич, Зоря, Україна.